# 峇里九人組
峇里九人組（英語：Bali Nine），指9名於2005年4月企圖從印尼偷運8.3公斤（18磅）毒品海洛英出境的澳洲青年，該批擬運往澳洲的海洛英市值約400萬澳元，其中集團主腦陳子维（Andrew Chan）及蘇庫馬朗（Myuran Sukumaran）兩人被判處死刑，並已於2015年4月29日槍決；另外6人陳思毅（Si Yi Chen）、蘇蓋傑（Michael Czugaj）、阮晉德青（Tan Duc Thanh Nguyen）、諾曼（Matthew Norman）、拉斯（Scott Rush）及史提芬斯（Martin Stephens）分別被判處終身監禁，女子蕾妮勞倫絲（Renae Lawrence）被判20年監禁。印尼當局於2018年6月5日報告稱阮晉德青因胃癌病逝。至2024年11月，澳總理阿爾巴尼斯與印尼達成遣返協議，印尼當局於同年12月15日釋放餘下5名囚犯及遣送回澳。

## 背景
警方不清楚兩個分別來自悉尼及布里斯本的集團如何聯繫，但能確認他們前往印尼前的行動。他們不少均受僱於聘用近9,000名員工的跨國膳食公司怡樂食（Eurest Australia），被告諾曼、勞倫絲、史提芬斯及陳子维皆為怡樂食員工，為悉尼板球場提供到會服務，當中陳子維為公司主管之一。
拉斯和蘇蓋傑聲稱他們於布里斯本一間卡拉OK聚會時，為阮晉德青所招攬，警方懷擬阮扮演販毒計劃中的財政角色。拉斯稱半年前一次釣魚時認識阮，曾與阮一同前往悉尼出席一生日會，阮當時介紹拉斯予蘇庫馬朗認識。多日後拉斯與友人蘇蓋傑再度前往悉尼，組織每兩人一組前往印尼的計劃，但他們兩人未有啟程出發。
蕾妮曾前往峇里三次，分別為2004年10月16日、12月5日及翌年4月6日，諾曼的出發時間則為2004年12月5日、翌年1月19日及4月6日。蘇庫馬朗、陳子维及阮則各自兩次前往峇里兩次，其餘四人，陳思毅、史提芬斯、蘇蓋傑及拉斯則於2005年4月17日出發前往印尼，並於同日被捕。

## 印尼被捕
蕾妮、陳子维、蘇庫馬朗及阮於4月首先抵達印尼，並於Hard Rock酒店下榻。警方得悉他們會長時間於房間逗留，至4月16日，即被捕前一天，他們四人再度會面，警方認為他們是就販毒計劃作最後一次簡介。
澳洲警方向印尼當局提供可疑人士資料，包括姓名、護照號碼及他們可能的毒品交易渠道。印尼警方已向該組織進行監視達一星期，直至他們被捕。警方相信，22歲泰國女子Cherry Likit Bannakorn向陳子維提供毒品海洛英，並已於他們被捕後一天離開峇里，期間曾於泰馬邊境被扣留，其後被釋放。

## 判決
九名被告的判決結果如下：（中文譯名全為音譯）
| 被告                             | 來自         | 判決結果 | 詳情 |
| -------------------------------- | ------------ | -------- | --- |
| 陳子維 (Andrew Chan)             | 新南威爾士州 | 死刑     | - 2006年2月14日於丹帕沙地方法院被判處死刑 - 2006年4月26日遭峇里高等法院駁回上訴，維持原判 - 2010年8月13日向丹帕沙地方法院提出司法覆核 - 2011年5月10日遭印尼最高法院駁回上訴，維持原判 - 2015年1月17日遭印尼總統維多多駁回特赦請求 - 2015年2月4日遭丹帕沙地方法院駁回司法覆核 - 2015年4月29日被槍決 |
| 陳思毅 (Si Yi Chen)              | 悉尼         | 終身監禁 | - 2月15日判處終身監禁 - 上訴得直改判20年有期徒刑 - 控方提出上訴，最高法院改判死刑 - 辯方提出上訴，最高法院改判終身監禁 - 2024年12月15日獲釋回國 |
| 蘇蓋傑 (Michael Czugaj)          | 昆士蘭州     | 終身監禁 | - 2月14日判處終身監禁 - 上訴得直改判20年有期徒刑 - 控方提出上訴，最高法院改判終身監禁 - 2024年12月15日獲釋回國 |
| 阮晉德青 (Tan Duc Thanh Nguyen)  | 布里斯班     | 終身監禁 | - 2月15日判處終身監禁 - 上訴得直改判20年有期徒刑 - 控方提出上訴，最高法院改判死刑 - 辯方提出上訴，最高法院改判終身監禁 - 2018年5月19日因胃癌死于监狱 |
| 馬修·諾曼 (Matthew Norman)       | 悉尼         | 終身監禁 | - 登帕沙區域法院於2006年2月15日判處被告終身監禁 - 上訴得直，峇里高等法院於2006年9月6日改判被告20年有期徒刑 - 控方提出上訴，最高法院於2006年9月6日改判被告死刑 - 辯方提出上訴，最高法院於2008年3月6日改判被告終身監禁 - 2024年12月15日獲釋回國                                                      |
| 史葛·拉斯 (Scott Rush)           | 昆士蘭州     | 終身監禁 | - 登帕沙區域法院於2006年2月13日判處被告終身監禁 - 控方提出上訴，峇里高等法院於2006年9月6日改判被告死刑 - 辯方提出上訴，最高法院於2011年5月10日改判被告終身監禁 - 2024年12月15日獲釋回國 |
| 馬丁·史蒂芬斯 (Martin Stephens)  | 新南威爾士州 | 終身監禁 | - 2月14日判處終身監禁 - 上訴駁回維持原判，緩期執行 - 2024年12月15日獲釋回國 |
| 米蘭·蘇庫馬蘭 (Myuran Sukumaran) | 新南威爾士州 | 死刑     | - 2月14日判處死刑 - 上訴駁回維持原判 - 2015年2月4日遭丹帕沙地方法院駁回司法覆核 - 2015年4月29日遭槍決 |
| 蕾妮·勞倫斯 (Renae Lawrence)     | 新南威爾士州 | 20年     | - 2月13日判處終身監禁 - 上訴得直改判20年有期徒刑 - 2008年印尼獨立日，獲扣減刑期4個月 - 起初於克羅伯坎監獄服刑，2013年因被指計劃殺死獄警而移送至內加拉，2014年被移送往邦利縣 - 後獲印尼當局扣減刑期，已於2018年11月21日獲釋                                                                         |

根據印尼1999年的總統法令174號第九條，如果終身監禁者於服刑期首五年內的表現良好，可申請減為最少15年的有期徒刑。

## 上訴
峇里九人組有多種途徑提出上訴，辯方律師需於判決七日內提出。而犯人向印尼總統申請特赦則不設時限，但需在犯人認罪以及並非干犯販毒罪行的情況下方可獲考慮。除被告拉斯申請總統特赦外，其餘八名被告均就判決提出上訴，其中五人上訴得直獲減為20年有期徒刑。

## 遣返回澳
蕾妮·勞倫斯於2018年服刑完畢，她於11月21日獲釋及遞解回國。
2024年11月，澳總理阿爾巴尼斯與印尼新任總統普拉博沃商討安排移交其餘5名在囚澳洲公民回國繼續服刑，印尼政府表示會予以考慮。
2024年12月15日，該5名在囚澳洲公民乘坐捷星航空航班回國，及無需另行服刑。

## 其他
被告人Michael Czugaj的兄長Richard也於2007年3月24日干犯搶劫及傷人罪，判刑18個月。